# De minimis non curat praetor
De minimis non curat praetor è una locuzione della lingua latina che tradotta significa il pretore non si occupa di cose di poca importanza o di poco conto (letteralmente: il pretore non si occupa di cose piccolissime).

## Contesto giuridico
Ha anche il senso che l'ordinamento giuridico non prende in considerazione aspetti considerati irrilevanti, anche quando il limite minimo non è espressamente indicato da nessuna norma positiva. Ad esempio è universalmente ammesso che una coincidenza di meno di otto battute in musica non costituisce plagio e che nel mondo televisivo un filmato di meno di 120 secondi non è violazione di diritti anche se tali limiti non compaiono in nessuna legge. L'Unione europea ha utilizzato lo stesso termine de minimis per indicare gli aiuti di stato di piccolissima entità che non devono essere sottoposti al vaglio comunitario, ma ne ha fissato legislativamente il valore.
Il principio de minimis rileva in diritto a proposito della competenza per valore. Sotto un certo livello le cause in Italia non erano di competenza del pretore (ora del Tribunale) ma del giudice conciliatore (ora del Giudice di Pace). Nell'ordinamento italiano il principio viene altresì in rilievo nell'ambito del risarcimento del danno: la Corte di Cassazione ha infatti chiarito che non può essere richiesto il risarcimento in giudizio per danni la cui entità sia così contenuta da considerarsi trascurabile (cosiddetti danni bagatellari, quale ad esempio un taglio di capelli inadeguato).

## Utilizzo nell'Unione Europea
Il regolamento de minimis disciplina gli aiuti di Stato di modesto importo (gli aiuti «de minimis») che sono dispensati dal controllo sugli aiuti di Stato in quanto si ritiene che essi non abbiano alcuna incidenza sulla concorrenza e sugli scambi nel mercato interno dell’Unione europea (Unione).
Gli aiuti de minimis si applicano alla maggior parte delle aziende. Il limite standard per i contributi è stato portato a 300.000 euro per impresa nel periodo di tre anni a partire dal 2024, un aumento rispetto ai 200.000 euro degli anni precedenti, come previsto dal Regolamento UE 2023/2831.
Nel diritto antitrust europeo tale brocardo dà il nome alla cd. Comunicazione “de minimis” (comunicazione relativa agli accordi di importanza minore che non determinano restrizioni sensibili della concorrenza, GUUE del 30.08.2014, C-291/1), con cui la Commissione ha affermato che il divieto di cui all’art. 101 TFUE “non si applica agli accordi la cui incidenza sul commercio tra gli Stati membri o sulla concorrenza è trascurabile”. La Commissione, interpretando la sentenza Expedia (13.12.2012, C-226/11, la quale si riferisce alla distinzione tra intese “per oggetto” e “per effetto” introducendo nella giurisprudenza della Corte il concetto di “restrizione sensibile” ) apporta un’importante precisazione alla pregressa giurisprudenza: indica infatti le circostanze in cui gli accordi che possono avere come effetto una restrizione della concorrenza non costituiscono ciò nonostante una restrizione sensibile della stessa. Tale lettura è invero messa in seria discussione dalla dottrina. In diritto antitrust questo è un concetto fondamentale anche alla luce dell’introduzione, da parte della Commissione, delle soglie che non costituiscono necessariamente restrizioni sensibili della concorrenza.

## Altri significati
In senso figurato, indica il fatto che colui che ricopre alte cariche non si occupa delle inezie. Il detto può essere usato anche per evidenziare sarcasticamente la negligenza di qualche superiore che, oltre le cose piccole, non cura nemmeno le grandi.